# Vẹt gáy vàng
Vẹt gáy vàng (danh pháp hai phần: Amazona auropalliata) là một loài chim trong họ Psittacidae.

## Hình ảnh

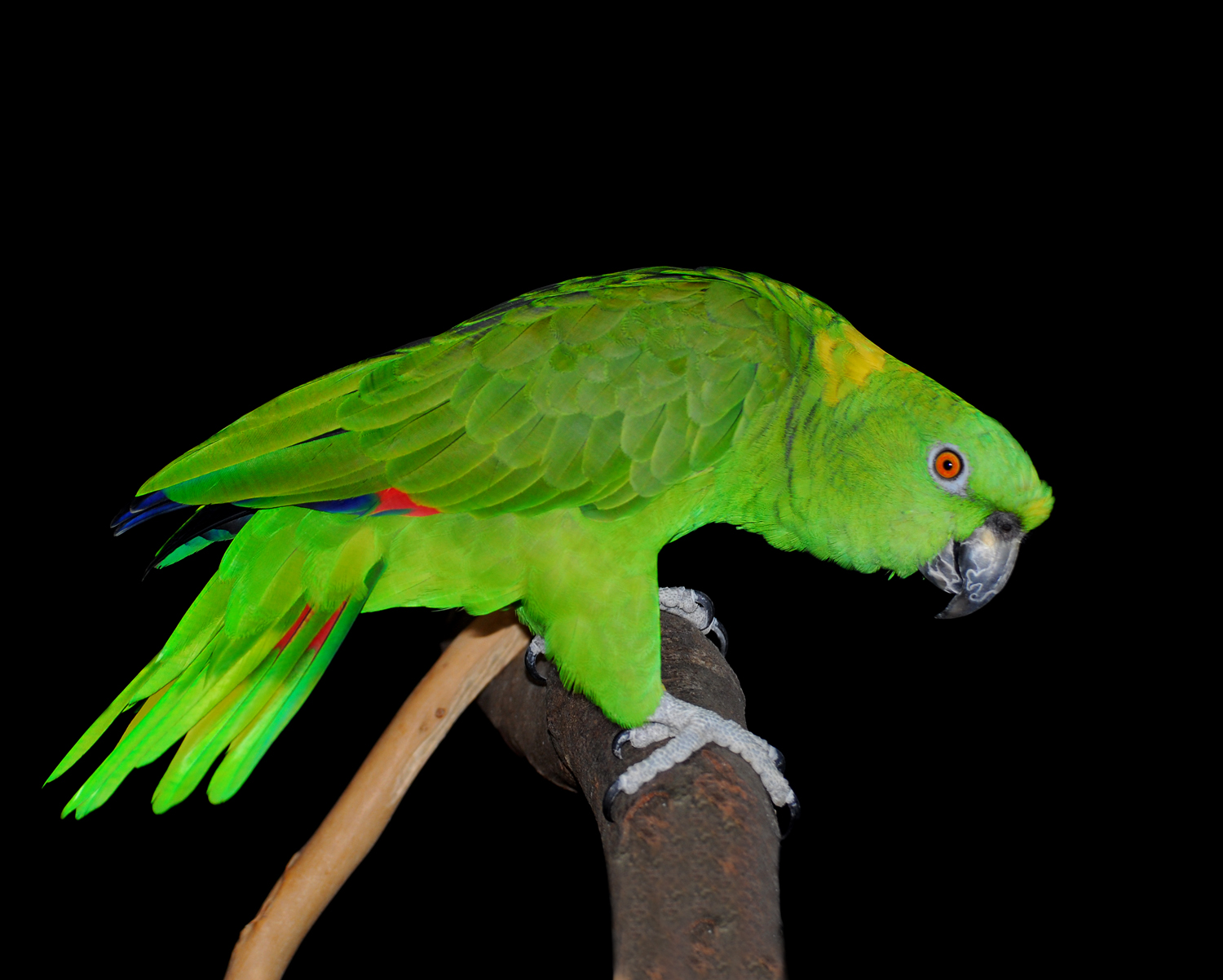
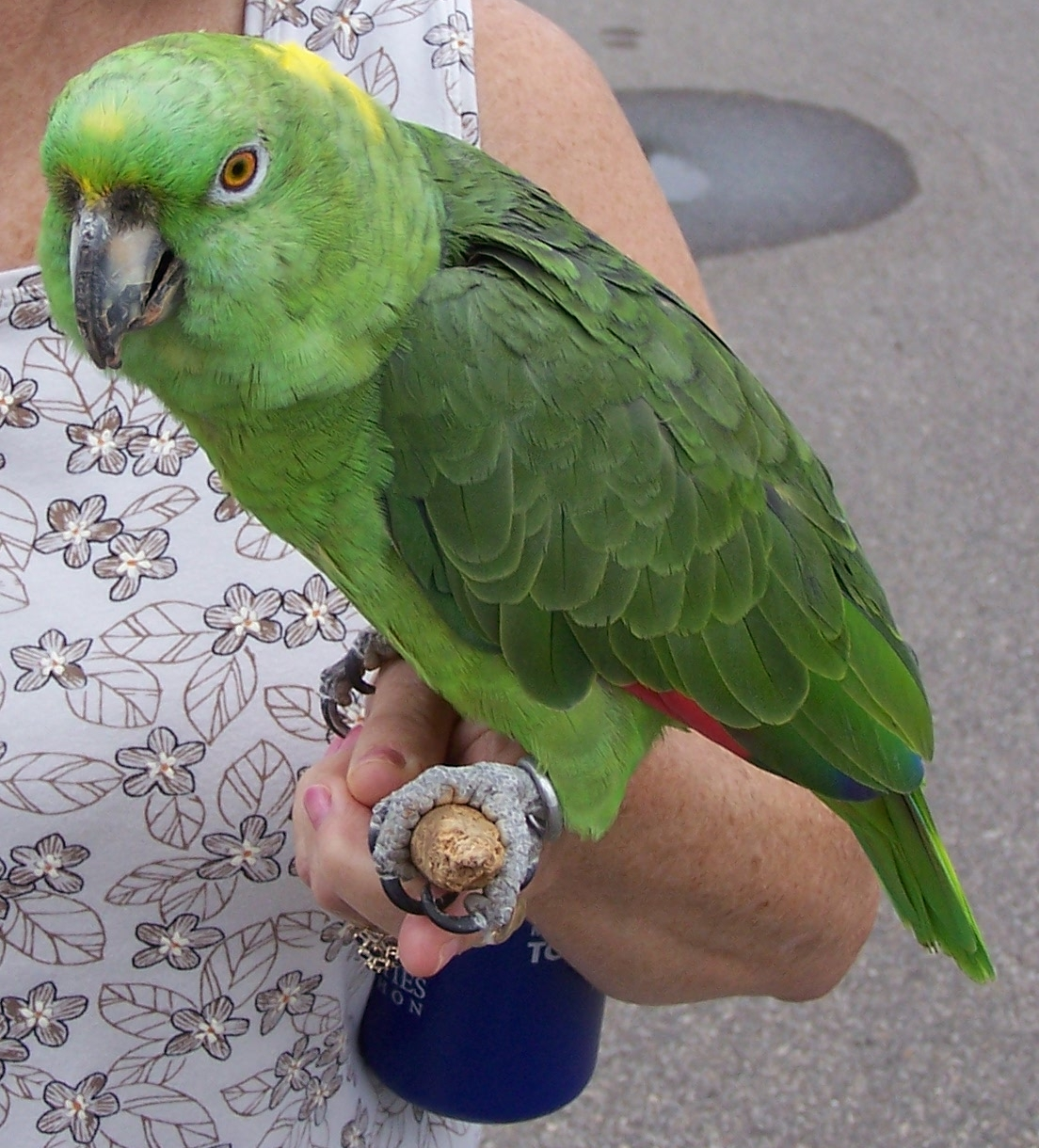
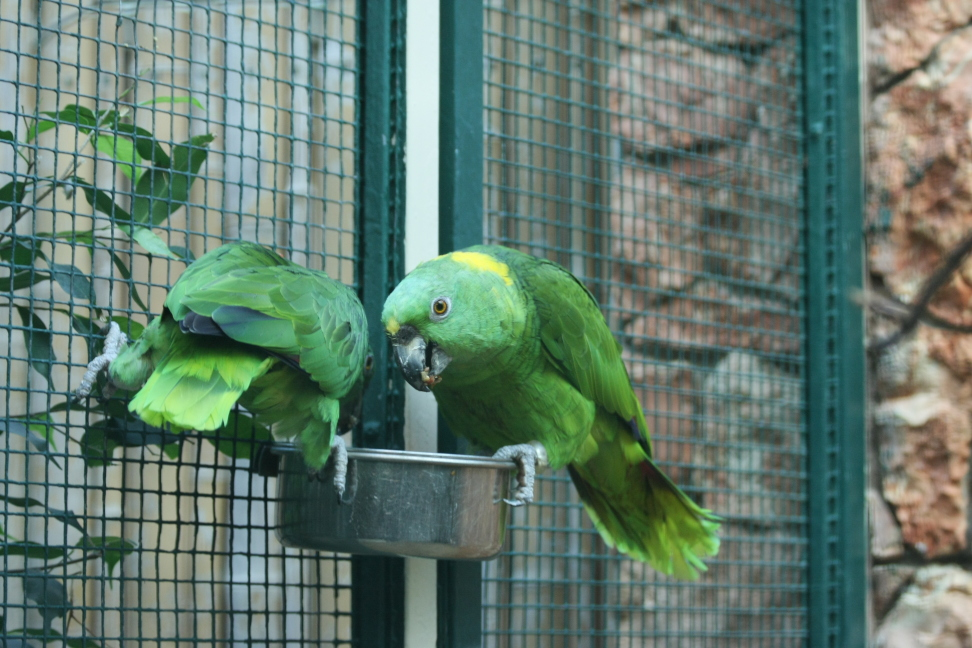
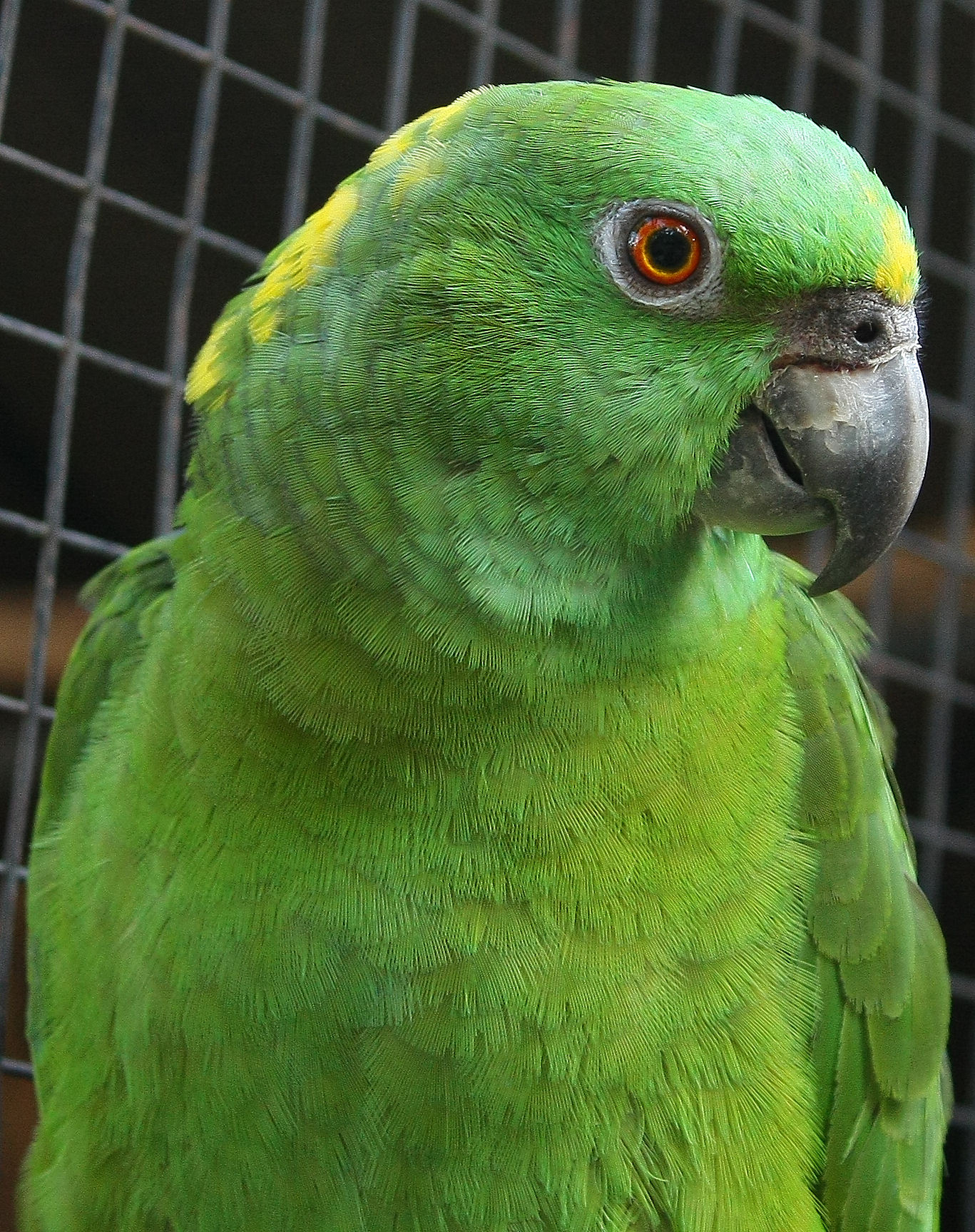